# Trolldruvemätare
Trolldruvemätare (Baptria tibiale) är en fjärilsart som beskrevs av Eugen Johann Christoph Esper 1791. Trolldruvemätare ingår i släktet Baptria och familjen mätare. Enligt den svenska rödlistan är arten starkt hotad i Sverige. Arten förekommer i Nedre Norrland och Övre Norrland. Arten har tidigare förekommit i Svealand men är numera lokalt utdöd. Artens livsmiljö är skogslandskap. Inga underarter finns listade i Catalogue of Life.

## Bildgalleri

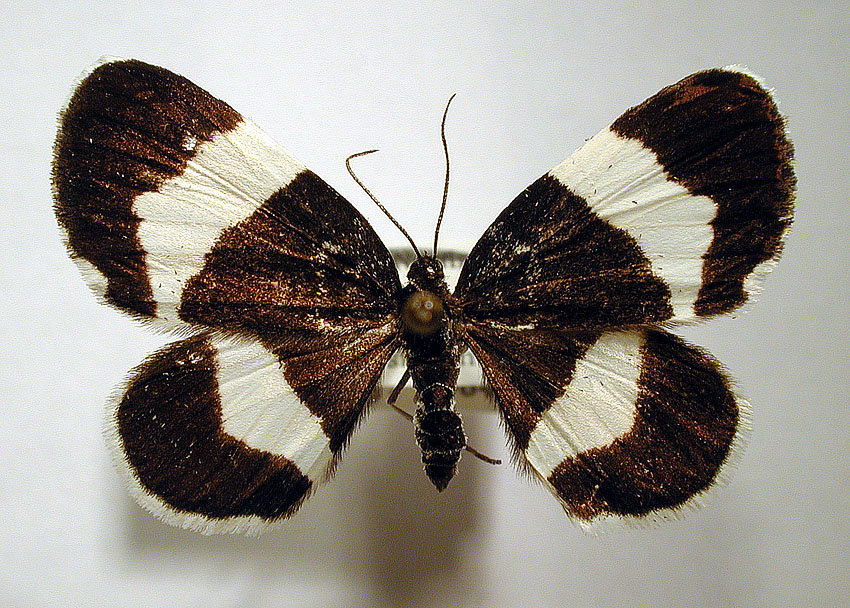
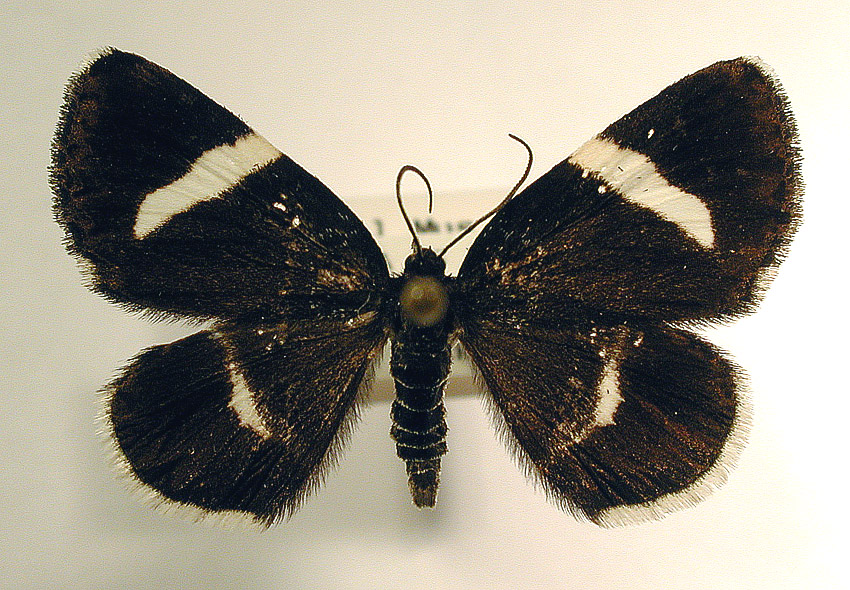